# 小行星6198
小行星6198（英語：6198 Shirakawa）是一颗围绕太阳公转的小行星。1992年1月10日，T. Hioki、早川修司在奥多摩町发现了此天体。
这颗小行星的绝对星等为64.13491719624255等。